# Châteauneuf-de-Bordette
Pour les articles homonymes, voir Châteauneuf.
Châteauneuf-de-Bordette est une commune française située dans le département de la Drôme, en région Auvergne-Rhône-Alpes.

## Géographie

### Localisation
Châteauneuf-de-Bordette est située à 12 km au sud-est de Nyons.

### Relief et géologie
Des filons de lignite ont été repérés au XIXe siècle. Ils n'ont jamais été exploités[réf. nécessaire].
La commune est formée par deux vallées, celle de la Bordette et celle du Rieu Sec.

Elle est bordée par deux chaînes de moyennes montagnes, dominées par Garde Grosse à l'ouest (944 m) et par la montagne d'Autuche à l'est (965 m).

### Hydrographie
- La Bordette est un ruisseau ayant sa source sur la commune de Châteauneuf-de-Bordette. Il se jette dans l'Eygues (commune d'Aubres / un quartier d'Aubres porte le nom de « Bordette ») après un cours de 4 km. En 1891, sa largeur moyenne était de 9.20 m, sa pente de 29 m, son débit ordinaire de 1.20 m3, extraordinaire de 20 m3[1].
- Le Rieu Sec, affluent de l'Eygues.
  - Dictionnaire topographique du département de la Drôme[2] :
    - 1406 : Rivosec (inventaire de la chambre des comptes).
    - 1496 : Rivus Setum / Rivum Siccum (terr. De Pierre).
    - 1504 : le rif de Riosset (terrier De Pierre).
    - XVIIIe siècle : Rieu Sec (carte de Cassini).
    - 1891 : Rieusset ou Riousset, ruisseau qui a sa source sur la commune de Châteauneuf-de-Bordette, la sépare de celle de Piégon, traverse la commune de Mirabel et se jette dans l'Eygues après 8,75 kilomètres. Sa largeur moyenne est de neuf mètres, sa pente de 148 m, son débit ordinaire de un m3, extraordinaire de vingt m3.

  - Non daté : le Rieu Sec[réf. nécessaire].
  - 1992 : Le Rieux-sec[3].

### Climat
Pour des articles plus généraux, voir Climat d'Auvergne-Rhône-Alpes et Climat de la Drôme.
En 2010, le climat de la commune est de type climat du Bassin du Sud-Ouest, selon une étude du CNRS s'appuyant sur une série de données couvrant la période 1971-2000. En 2020, Météo-France publie une typologie des climats de la France métropolitaine dans laquelle la commune est exposée à un climat de montagne ou de marges de montagne et est dans une zone de transition entre les régions climatiques « Provence, Languedoc-Roussillon » et « Alpes du sud ». 
Pour la période 1971-2000, la température annuelle moyenne est de 12,1 °C, avec une amplitude thermique annuelle de 16,5 °C. Le cumul annuel moyen de précipitations est de 900 mm, avec 6,9 jours de précipitations en janvier et 4 jours en juillet. Pour la période 1991-2020, la température moyenne annuelle observée sur la station météorologique de Météo-France la plus proche, « Nyons P182 », sur la commune de Nyons à 4 km à vol d'oiseau, est de 14,5 °C et le cumul annuel moyen de précipitations est de 756,7 mm,. Pour l'avenir, les paramètres climatiques de la commune estimés pour 2050 selon différents scénarios d'émission de gaz à effet de serre sont consultables sur un site dédié publié par Météo-France en novembre 2022.

### Voies de communication et transports
L'accès au village se fait par la route départementale RD 185 depuis Mirabel-aux-Baronnies, au sud-ouest, via le col de la Croix Rouge, ou depuis Les Pilles, au nord-est.

## Urbanisme

### Typologie
Au 1er janvier 2024, Châteauneuf-de-Bordette est catégorisée commune rurale à habitat très dispersé, selon la nouvelle grille communale de densité à 7 niveaux définie par l'Insee en 2022.
Elle est située hors unité urbaine. Par ailleurs la commune fait partie de l'aire d'attraction de Nyons, dont elle est une commune de la couronne,. Cette aire, qui regroupe 17 communes, est catégorisée dans les aires de moins de 50 000 habitants,.

### Occupation des sols
L'occupation des sols de la commune, telle qu'elle ressort de la base de données européenne d’occupation biophysique des sols Corine Land Cover (CLC), est marquée par l'importance des forêts et milieux semi-naturels (81,3 % en 2018), en diminution par rapport à 1990 (82,4 %). La répartition détaillée en 2018 est la suivante : 
forêts (70,9 %), zones agricoles hétérogènes (15,6 %), espaces ouverts, sans ou avec peu de végétation (5,3 %), milieux à végétation arbustive et/ou herbacée (5,1 %), cultures permanentes (3,1 %). L'évolution de l’occupation des sols de la commune et de ses infrastructures peut être observée sur les différentes représentations cartographiques du territoire : la carte de Cassini (XVIIIe siècle), la carte d'état-major (1820-1866) et les cartes ou photos aériennes de l'IGN pour la période actuelle (1950 à aujourd'hui).

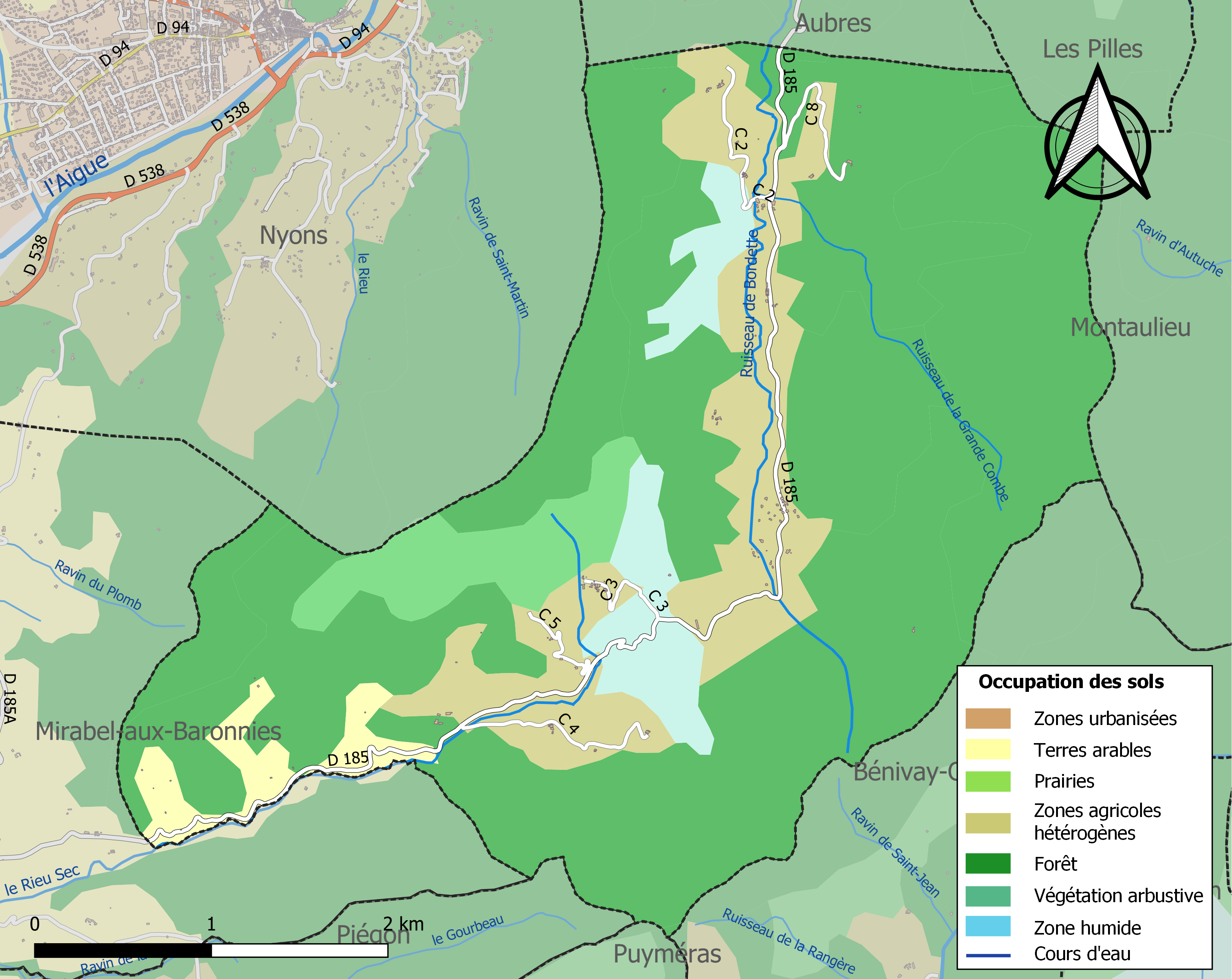
Carte des infrastructures et de l'occupation des sols de la commune en 2018 (CLC).

### Morphologie urbaine
Vieux village dispersé.

## Toponymie

### Attestations
Dictionnaire topographique du département de la Drôme :
- 1284 : castrum de Castro Novo de Bordeta (Valbonnais, II, 118) ;
- 1332 : Chasteauneuf de Bourdette (Valbonnais, II, 284) ;
- 1527 : Chastel Nou de Bourdeta (archives hosp. de Crest, B 11) ;
- 1793 [révolutionnaire] : Bordette ;
- 1891 : Châteauneuf-de-Bordette, commune du canton de Nyons, dont le chef lieu est au hameau des Bayles.

## Histoire

### Protohistoire: les Celtes
La plus ancienne trace d'occupation humaine (trouvée sur le territoire de la commune) est une épée, découverte à la fin du XIXe siècle et datée de l'âge du fer (vers 750 avant notre ère). Elle est aujourd'hui conservée au musée Calvet d'Avignon[réf. nécessaire].

### Antiquité: les Gallo-romains
La période gallo-romaine a laissé peu de traces sur le territoire de la commune, mais des tombes à tuiles plates ont été retrouvées dans le quartier de Ratier. Une villa, citée en 1023, au nord de la commune et qui s'appelait Pupianne (aujourd'hui Les Perdigons), était peut-être de fondation gallo-romaine[réf. nécessaire].

### Du Moyen Âge à la Révolution
En 1023, à l'occasion d'une donation du castrum d'Altonum à l'abbaye de Cluny (Bourgogne), plusieurs sites de la région de Nyons sont cités, dont la villa de Pupianne et le castrum de Pictavis (aujourd'hui Peytieu, vraisemblablement à l'origine du nom de la Famille de Poitiers-Valentinois). Ce dernier est situé sur le territoire de Châteauneuf-de-Bordette en limite avec le territoire de Benivay-Ollon,,). Les fossés de ce castrum ont été repérés, dans les années 1990, par Michèle Bois (archéologue). Cette charte de donation montre que le territoire de Châteauneuf-de-Bordette était intégré, au début du XIe siècle, dans un ensemble plus important, appartenant à une même famille appelée Mirabel, et qui comprenait une bonne partie des terres situées au sud et à l'est du cours de l'Eygues, depuis Les Pilles jusqu'à Mirabel[réf. nécessaire].
La commune de Châteauneuf de Bordette a été formée à partir d'une seigneurie qui a regroupé à partir du XIe siècle les versants orientaux des montagnes d'Essaillon et de Garde Grosse, les versants occidentaux des montagnes d'Autuche et de Peytieu, ainsi que les deux vallées qui les séparent, celle du Rieu Sec au sud et celle de Bordette au nord. Au centre de la vallée, un château, situé au pied de Garde Grosse, protégeait un village installé en contrebas et contrôlait le passage entre Mirabel-aux-Baronnies et Les Pilles[réf. nécessaire].
La seigneurie :
- Au point de vue féodal, la terre (ou seigneurie) est du fief des barons de Montauban[15].
- 1207 : possession des Valréas[15] (hommagée aux Montauban[réf. nécessaire]).
- 1262 : les barons de Montauban hommagent la terre aux chevaliers de Saint-Jean-de-Jérusalem[15].
- Acquise par les dauphins[15] (Châteauneuf-de-Bordette passe sous la suzeraineté des dauphins de Viennois en 1315[réf. nécessaire]).
- 1307 : donnée par les dauphins aux Constant de Alba[15].
- Donnée par les dauphins aux Toscan[15].
- 1349 : donnée par les dauphins aux Rémuzat[15].
- 1349 : Châteauneuf-de-Bordette passe sous la suzeraineté du roi de France[réf. nécessaire].
- 1365 : les Rémuzat vendent la moitié aux Morges[15].
  - 1388 : cette partie est vendue aux Gillin[15].
  - Elle passe (par héritage ) aux Barrier[15].
  - 1419 : passe aux Thollon de Saint-Jalle qui acquièrent vers le même temps la portion des Rémuzat[15].
- 1549 : le tout est vendu aux Soyans[15].
- 1610 : recouvré par les Thollon de Saint-Jalle[15].
- 1667 : passe (par mariage) aux Fortia des Pilles[15].
- 1685 : passe (par mariage) aux Blégiers de Taulignan[15].
- 1714 : les Blégiers sont condamnés à laisser la terre aux Labeau de Bérard, mais, dans les faits, ils la gardent jusqu'à la Révolution[15].

Châteauneuf-de-Bordette a connu au cours des XIe, XIIe et XIIIe siècles une période de prospérité sans précédent. C'est pendant cette période que quatre églises ont été construites[réf. nécessaire] :
- Saint-Pierre de Pupianne (disparue).
- Saint-Michel et Saint-Quenin (qui subsistent, même si elles ont été reconstruites au moins une fois depuis).
- La chapelle dédiée à Notre-Dame (disparue) était peut-être celle du château.

Les XIVe et XVe siècles sont des périodes de crise économique et démographique qui entraînent l'abandon d'une grande partie du territoire de la seigneurie, à l'exception peut-être du quartier de Pupianne au nord.

Il faut attendre la fin du XVe siècle pour que le territoire de la commune se repeuple, probablement à l'initiative du seigneur d'alors, un Thollon de Sainte-Jalle, qui cède les terres abandonnées contre la promesse d'une redevance annuelle.

Les familles qui s'installent alors à Châteauneuf-de-Bordette vont finir par donner leurs noms à la plupart des hameaux de la commune (Lattard, Mayet, Chamoux, Gleyse, Roustan, Liotard, etc.). Les maisons de l'ancien village, situé au pied de la colline dominée par le château, sont abandonnées[réf. nécessaire].
Au moment de la Réforme, les familles situées au nord du col de la Croix Rouge adoptent majoritairement le protestantisme, alors que celles qui résident au sud restent catholiques. La césure géographique se double d'une rupture religieuse[réf. nécessaire].
Aux XVIIe et XVIIIe siècles, les habitants cherchent à obtenir une certaine autonomie à l'égard d'un seigneur qui reste assez lointain. Il leur faut exploiter un terroir très pentu, assez pauvre. Leurs enfants sont souvent contraints de s'exiler pour s'installer dans des contrées plus prospères. La population de Châteauneuf-de-Bordette, qui avait connu un maximum au milieu du XVIe siècle, régresse au cours de la seconde moitié du XVIe siècle. Elle se maintiendra au cours des deux siècles suivants à une centaine d'habitants environ[réf. nécessaire].
Avant 1790, Châteauneuf-de-Bordette était une communauté de l'élection de Montélimar, subdélégation et bailliage du Buis.

Elle formait une paroisse du diocèse de Vaison. Son église, dédiée à saint Michel, était celle d'un prieuré séculier dont le titulaire prenait la dîme et présentait à la cure.

### De la Révolution à nos jours
En 1790, Châteauneuf-de-Bordette est compris dans le canton de Mirabel. La réorganisation de l'an VIII (1799-1800) la place dans celui de Nyons.
XIXe siècle (démographie) : la population augmente à nouveau et de nouvelles terres sont exploitées, parfois au prix d'efforts importants, comme le montrent les terrasses du quartier des Perdigons. Cette croissance est de courte durée puisque, à partir des années 1870, la population régresse progressivement pour atteindre un minimum de vingt habitants en 1962[réf. nécessaire].

Au milieu des années 1980 (démographie) : la commune voit sa population augmenter.

## Politique et administration

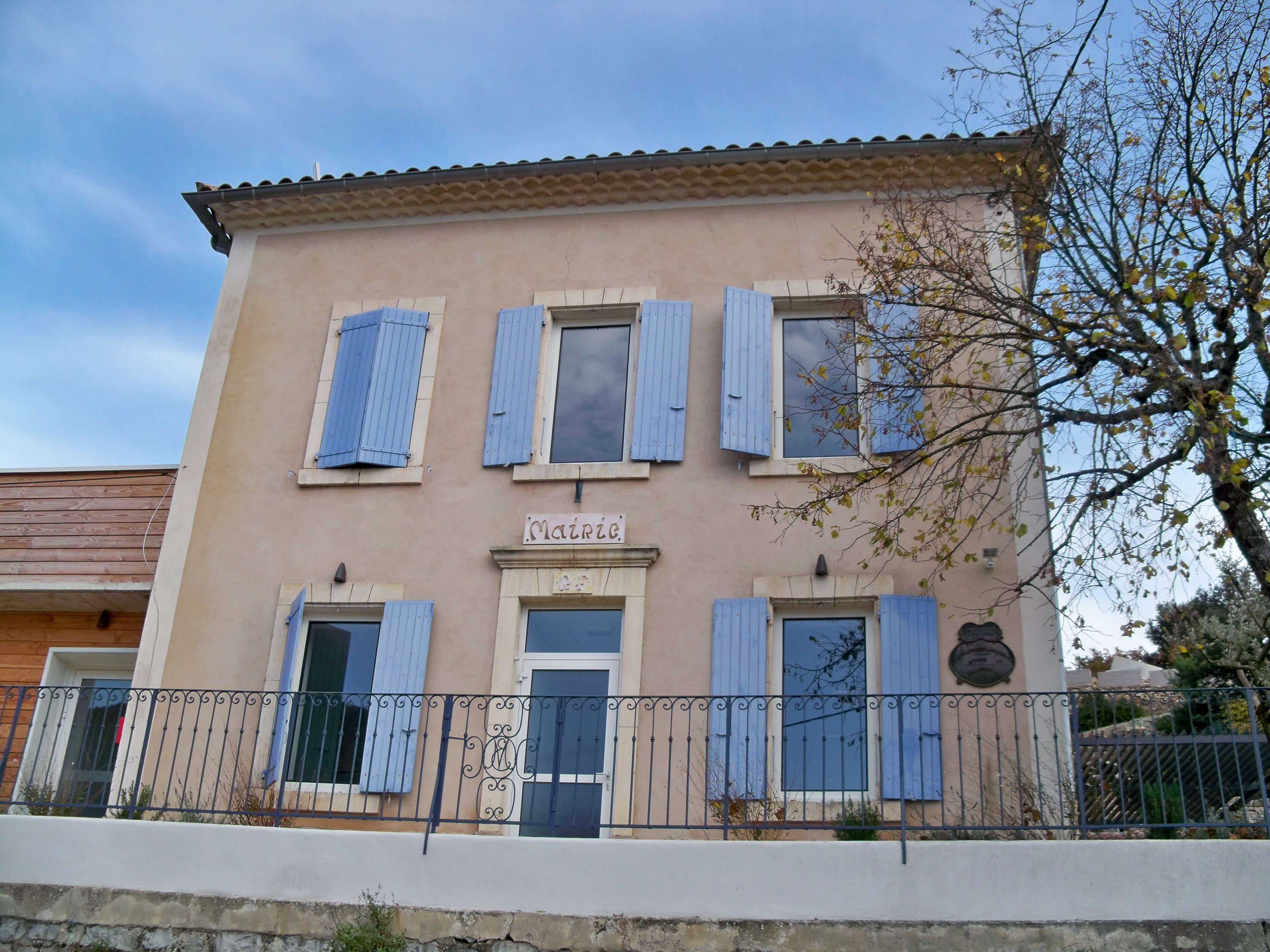
Mairie de Chateauneuf de Bordette

### Liste des maires
| Période                                  | Période                      | Identité                           | Étiquette | Qualité       |
| ---------------------------------------- | ---------------------------- | ---------------------------------- | --------- | ------------- |
| Les données manquantes sont à compléter. |                              |                                    |           |               |
| 1871                                     |                              | ?                                  |           |               |
| 1874                                     |                              | ?                                  |           |               |
| 1878                                     |                              | ?                                  |           |               |
| 1884                                     |                              | ?                                  |           |               |
| 1888                                     |                              | ?                                  |           |               |
| 1892                                     |                              | ?                                  |           |               |
| 1896                                     |                              | ?                                  |           |               |
| 1900                                     |                              | ?                                  |           |               |
| 1904                                     |                              | ?                                  |           |               |
| 1908                                     |                              | ?                                  |           |               |
| 1912                                     |                              | ?                                  |           |               |
| 1919                                     |                              | ?                                  |           |               |
| 1925                                     |                              | ?                                  |           |               |
| 1929                                     |                              | ?                                  |           |               |
| 1935                                     |                              | ?                                  |           |               |
| 1945                                     |                              | ?                                  |           |               |
| 1947                                     |                              | ?                                  |           |               |
| 1953                                     |                              | ?                                  |           |               |
| 1959                                     |                              | ?                                  |           |               |
| 1965                                     |                              | ?                                  |           |               |
| 1971                                     |                              | ?                                  |           |               |
| 1977                                     |                              | ?                                  |           |               |
| 1983                                     | 1989                         | Paul Gréco                         | DVG       |               |
| 1989                                     | 1995                         | Philippe Cahn                      | DVG       | retraité      |
| 1995                                     | 2001                         | Philippe Cahn                      |           | maire sortant |
| 2001                                     | 2008                         | Philippe Cahn                      |           | maire sortant |
| 2008                                     | 2014                         | Philippe Cahn                      |           | maire sortant |
| 2014                                     | 2020                         | Philippe Cahn                      |           | maire sortant |
| 2020                                     | En cours (au 8 janvier 2021) | Philippe Cahn[source insuffisante] |           | maire sortant |

## Population et société

### Démographie
L'évolution du nombre d'habitants est connue à travers les recensements de la population effectués dans la commune depuis 1793. Pour les communes de moins de 10 000 habitants, une enquête de recensement portant sur toute la population est réalisée tous les cinq ans, les populations de référence des années intermédiaires étant quant à elles estimées par interpolation ou extrapolation. Pour la commune, le premier recensement exhaustif entrant dans le cadre du nouveau dispositif a été réalisé en 2005.

En 2022, la commune comptait 101 habitants, en évolution de +6,32 % par rapport à 2016 (Drôme : +2,64 %, France hors Mayotte : +2,11 %).
| 1793 | 1800 | 1806 | 1821 | 1831 | 1836 | 1841 | 1846 | 1851 |
| ---- | ---- | ---- | ---- | ---- | ---- | ---- | ---- | ---- |
| 221  | 197  | 217  | 247  | 250  | 238  | 224  | 247  | 255  |

| 1856 | 1861 | 1866 | 1872 | 1876 | 1881 | 1886 | 1891 | 1896 |
| ---- | ---- | ---- | ---- | ---- | ---- | ---- | ---- | ---- |
| 263  | 256  | 250  | 238  | 242  | 230  | 212  | 221  | 187  |

| 1901 | 1906 | 1911 | 1921 | 1926 | 1931 | 1936 | 1946 | 1954 |
| ---- | ---- | ---- | ---- | ---- | ---- | ---- | ---- | ---- |
| 156  | 164  | 143  | 110  | 106  | 94   | 86   | 64   | 67   |

| 1962 | 1968 | 1975 | 1982 | 1990 | 1999 | 2005 | 2006 | 2010 |
| ---- | ---- | ---- | ---- | ---- | ---- | ---- | ---- | ---- |
| 64   | 42   | 36   | 66   | 77   | 77   | 98   | 103  | 99   |

| 2015 | 2020 | 2022 | - | - | - | - | - | - |
| ---- | ---- | ---- | - | - | - | - | - | - |
| 93   | 104  | 101  | - | - | - | - | - | - |

### Enseignement
La commune dépend de l'académie de Grenoble.

### Loisirs
- Randonnées (sentiers pédestres)[3].
- Sentier de découverte, au départ des fermes des Perdigons qui permet de découvrir notamment de nombreuses terrasses en pierres sèches[réf. nécessaire].

### Médias
Le territoire de la commune se situe dans l'aire de diffusion de plusieurs médias :
- Presse écrite
  - Le Dauphiné libéré, quotidien régional qui consacre, chaque jour, y compris le dimanche, un ou plusieurs articles à l'actualité du canton et de la commune, ainsi que des informations sur les éventuelles manifestations locales, les travaux routiers, et autres événements divers à caractère local.
  - L'Agriculture Drômoise, journal d'informations agricoles et rurales, couvre l'ensemble du département de la Drôme.
  - Drôme Hebdo (ancien Peuple Libre), hebdomadaire chrétien d'informations.
- Presse audio-visuelle
  - Ici Drôme Ardèche est une radio publique diffusée sur son territoire.

## Économie

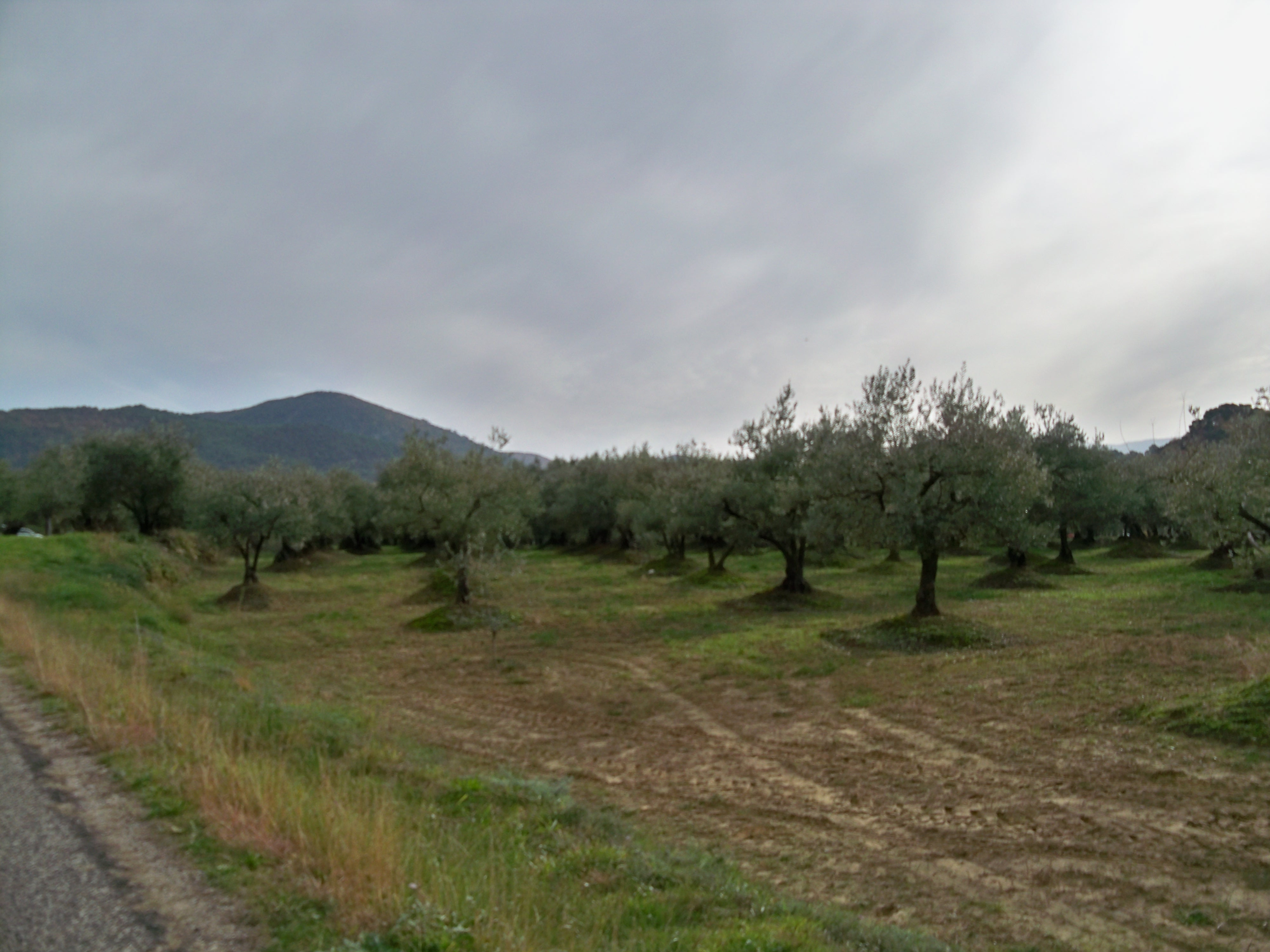
Oliviers sur la commune de Châteauneuf de Bordette.

### Agriculture
En 1992 : lavande, vergers, vignes, oliviers, ovins.
Les sept exploitations agricoles situées sur la commune de Châteauneuf-de-Bordette font de la polyculture. Elles produisent notamment des olives de Nyons AOC et de l'huile d'olive de Nyons, des abricots (orangés de Provence), du picodon (AOC), du vin de pays (AOC Coteaux-des-Baronnies) et des productions maraîchères. Trois d'entre elles se sont spécialisées en productions biologiques (maraîchage, olives noires de Nyons et huile d'olive de Nyons, abricots)[réf. nécessaire].

## Culture locale et patrimoine

### Lieux et monuments

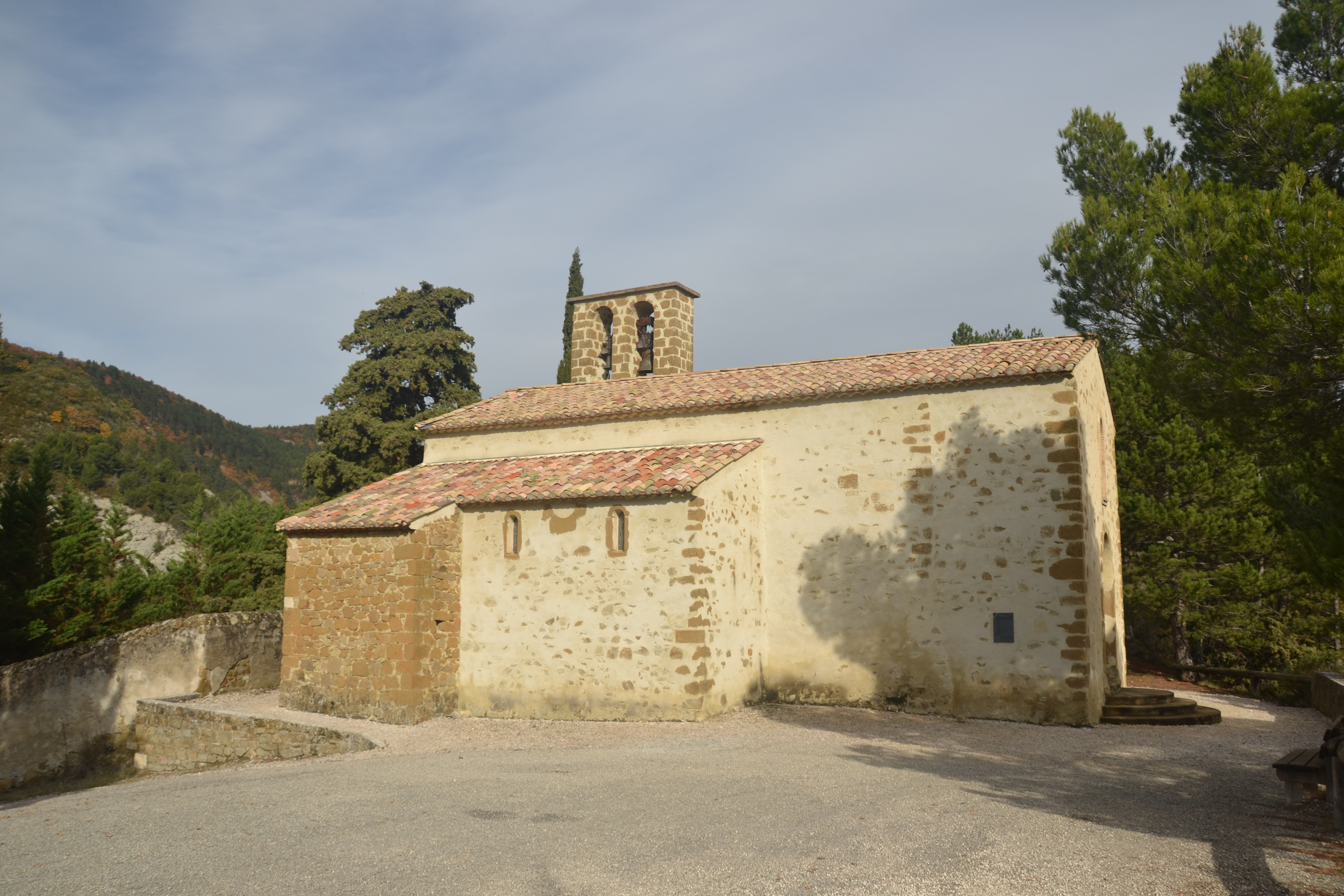
Église romane Saint-Michel.

- Ruines du château[3].
- Église Saint-Michel[3] (église paroissiale) : édifice médiéval modifié à de nombreuses reprises. L'église comprend une nef, un transept formé par deux chapelles latérales et un chœur semi-circulaire mais à chevet plat. Depuis le XIXe siècle, l'église n'est plus orientée et l'accès se fait désormais par l'est (ancien chœur)[réf. nécessaire].
- Chapelle Saint-Quentin[3] : édifice médiéval. La chapelle était entourée d'un cimetière qui a désormais disparu. Elle est orientée et composée d'une nef voûtée et d'un chœur semi circulaire, voûté en cul de four. L'originalité de cette chapelle tient aux marques lapidaires des pierres de la porte et d'une des fenêtres occidentales. Certaines marques, très profondément creusées, ne semblent pas être des marques de tâcheron. Sur une pierre de la fenêtre, un homme a été représenté. Certains ont voulu y voir un orant, d'autres un guerrier bogomile[réf. nécessaire].
- À la ferme du Moulin (propriété privée), des pierres rondes semblent sortir du lit d'un petit cours d'eau. Cette formation géologique n'est pas clairement expliquée. Ces pierres ont servi de boulets au Moyen Âge et jusqu'au XVIe siècle[réf. nécessaire].

### Patrimoine naturel
- Montagnes boisées de Peitieu et d'Autuche[3].
- Le site des Perdigons est classé en ZNIEFF avec l'ensemble du massif montagneux de Garde Grosse et d'Essaillon. Une colonie de vautours fauves niche depuis plusieurs années dans la paroi rocheuse qui domine ce quartier à l'ouest[réf. nécessaire].

### Personnalités liées à la commune
- La chanteuse Romane Serda a grandi dans  la commune. Elle s'y est mariée avec Renaud le 5 août 2005[réf. nécessaire].

### Héraldique, logotype et devise
|  | Châteauneuf-de-Bordette possède des armoiries dont l'origine et le blasonnement exact ne sont pas disponibles. |